# Alain Perroux
 (juin 2022).
Alain Perroux, né à Genève en 1971, est un directeur d'opéra, critique musical et journaliste. Directeur artistique du Festival international d'art lyrique d'Aix-en-Provence dans les années 2010, il dirige depuis janvier 2020 l'Opéra national du Rhin.

## Biographie
Il fait des études de lettres à l'Université de Genève (en musicologie et en littérature allemande), où il obtient un double master en 1996, et se consacre en parallèle à la direction chorale (avec Michel Corboz) et au chant en intégrant le Conservatoire supérieur de Genève. Journaliste de profession, il est également critique musical (Journal de Genève et Le Temps) et dramaturge au Grand Théâtre de Genève entre 2001 et 2009.
Entre 2003 et 2011, Alain Perroux est à la tête de l'Opéra de Poche de Genève, structure lyrique indépendante avec laquelle il présente dans plusieurs villes de Suisse romande trois productions dont il assure la mise en scène.
De 2009 à 2020 il est directeur de l'administration artistique au Festival d'Aix-en-Provence.
Il élabore en 1998 une version pour comédiens et chanteurs de Peer Gynt (Ibsen et Grieg) pour l'Orchestre de la Suisse romande, dont l'enregistrement a été couronné de plusieurs récompenses. Version pour laquelle Alain Perroux assure la mise en scène des dialogues (en trois langues - français, allemand et anglais) et avec des comédiens tels que Lambert Wilson, Susanne Lothar et Sir Derek Jacobi.
Il est amené à écrire son premier livret d'opéra Contes de la lune vague après la pluie en 2015 pour l'Opéra de Rouen et l'Opéra-Comique de Paris.
Il dirige depuis janvier 2020 l'Opéra national du Rhin, où il développe une programmation très diversifiée et déployée dans les trois villes de cette institution (Strasbourg, Mulhouse et Colmar), ainsi que dans d'autres villes de la région Grand Est grâce à des tournées d'opéras de chambre.
En avril 2022, Alain Perroux préside un cycle de conférences à la Bibliothèque Nationale Universitaire de Strasbourg consacré à l'oppression à l'opéra. Parmi les invités il y avait le compositeur Philippe Manoury, le chef d'orchestre Luca Pfaff et les musicologues Camille Lienhard, Matthieu Schneider.
En novembre 2023, le Conseil de Fondation du Grand Théâtre de Genève a annoncé la nomination d’Alain Perroux à la succession d’Aviel Cahn à la direction générale du Grand Théâtre de Genève, dès la saison 2026/2027.

## Publications

### Livret d'opéra
- Contes de la lune vague après la pluie, 2015

### Sur l'opéra
- L'opéra, mode d'emploi, Avant scène opéra, 288 pages, septembre 2000, nouvelle édition en 2015  (ISBN 978-284385-244-2)
- Tristan à l’aube du XXIe siècle, Labor et Fides, 2005
- « Post-romantisme et décadence », Inventaire de l'opéra, Ouvrage collectif dirigé par Philippe Dulac, Encyclopædia Universalis, Paris, 2005
- La Comédie musicale, mode d'emploi, Premières Loges, 2009
- Grand Théâtre de Genève, 100 spectacles, La Baconnière, 2009

### Monographies
- Frank Martin ou l'insatiable quête, Papillon, 2001
- Franz Schreker ou A la recherche du son lointain, Papillon, 2002

## Distinctions
- Chevalier des arts et des lettres[1]
- Diapason d'or de l'année (1998)[2]